# Alex Ahrendtsen
Alex Ahrendtsen (nascido a 14 de fevereiro de 1967, em Kolding) é um político dinamarquês, membro do Folketing pelo Partido Popular Dinamarquês. Ele foi eleito para o parlamento nas eleições legislativas dinamarquesas de 2011.

## Carreira política
Ahrendtsen fez parte do conselho municipal do município de Odense de 2006 a 2017. Ele foi eleito pela primeira vez para o Folketing nas eleições legislativas de 2011, com 2.462 votos. Foi reeleito na eleição de 2015 com 4.996 votos e novamente na eleição de 2019 com 2.656 votos.